# Damnatio memoriae

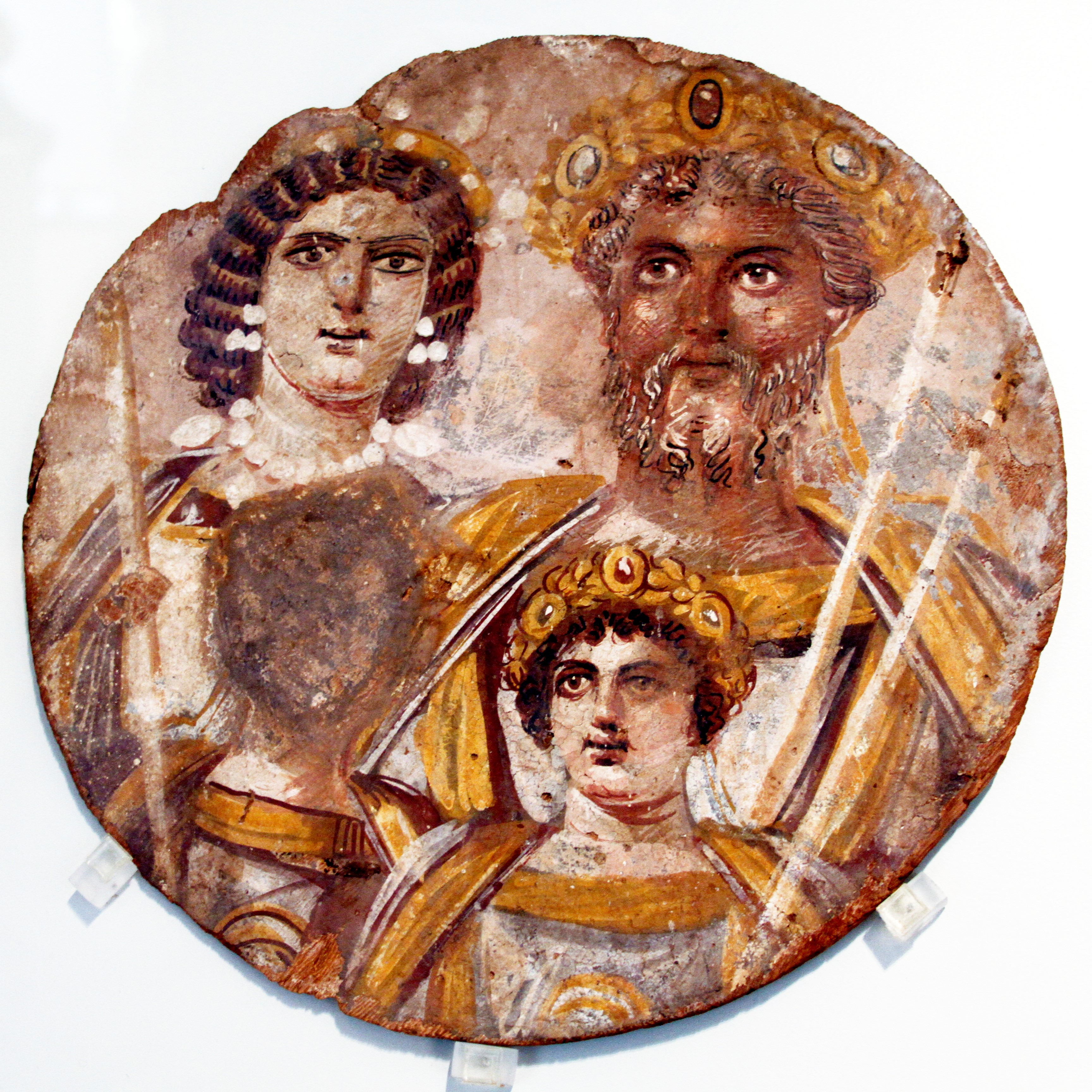
Le Tondo severiano représente l'empereur Septime Sévère et sa famille ; à gauche son épouse Julia Domna ; devant, ses fils Geta et Caracalla. Le visage de Geta a été effacé, sans doute à la suite de son assassinat par son frère et de la damnatio memoriae ordonnée par celui-ci.

La damnatio memoriae (littéralement : « condamnation à l'oubli ») est à l'origine un ensemble de condamnations post mortem à l'oubli, utilisée dans la Rome antique. Par extension, le mot est utilisé pour toute condamnation post mortem.
Son exact contraire est la consécration (en latin : « consecratio ») ou apothéose, jusqu'à la divinisation.
L'expression « damnatio memoriae » a été créée en 1689 par Schreiter-Gerlach. La Rome antique parlait de abolitio nominis (« suppression du nom »).

## Ladamnatio memoriaeà Rome
La damnatio memoriae est votée par le Sénat romain à l'encontre d'un personnage politique[réf. nécessaire]. Elle consiste essentiellement à effacer la personne concernée des archives historiques. Selon Jean-Marie Pailler et Robert Sablayrolles, « il semble acquis que, seuls, les coupables convaincus de crime contre l'État (perduellio ou, plus tard, causa maiestatis) pouvaient encourir une peine aussi sévère, même si avec le temps d'autres types d'accusations purent valoir au coupable le même genre de peines ».
L'expression a été forgée à l'époque moderne et est utilisée par les universitaires pour désigner des usages romains plus larges ; l'universitaire Robyn Faith Walsh relève ainsi : « De la destruction, la décapitation ou la « resculpture » des statues, à la suppression au burin des noms sur les inscriptions ou sur les pièces de monnaie, en passant par l'organisation de feux de joie publics pour détruire des documents et des portraits, le peuple romain semblait raffoler, selon de nombreux témoignages, d'exercer la punition ultime pour les dirigeants ayant failli : la suppression ».

### Victimes de ladamnatio memoriae

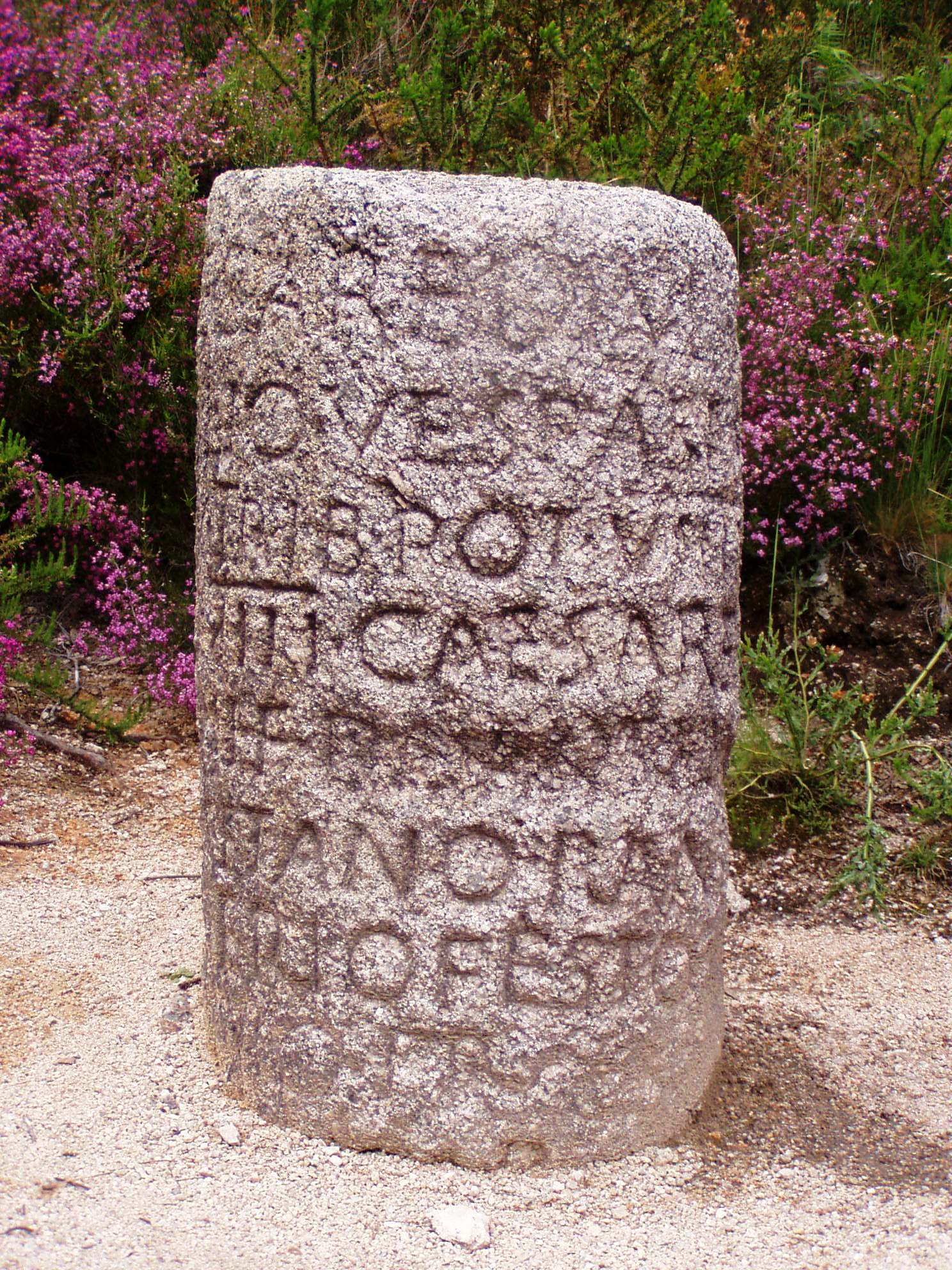
Borne milliaire de la Via Nova à Campo do Gerês (Terras de Bouro, Portugal) ancienne province romaine de Gallaecia, érigée sous le règne de l'empereur Titus, où le surnom de son frère Domitien a été effacé après la mort de celui-ci en 96.

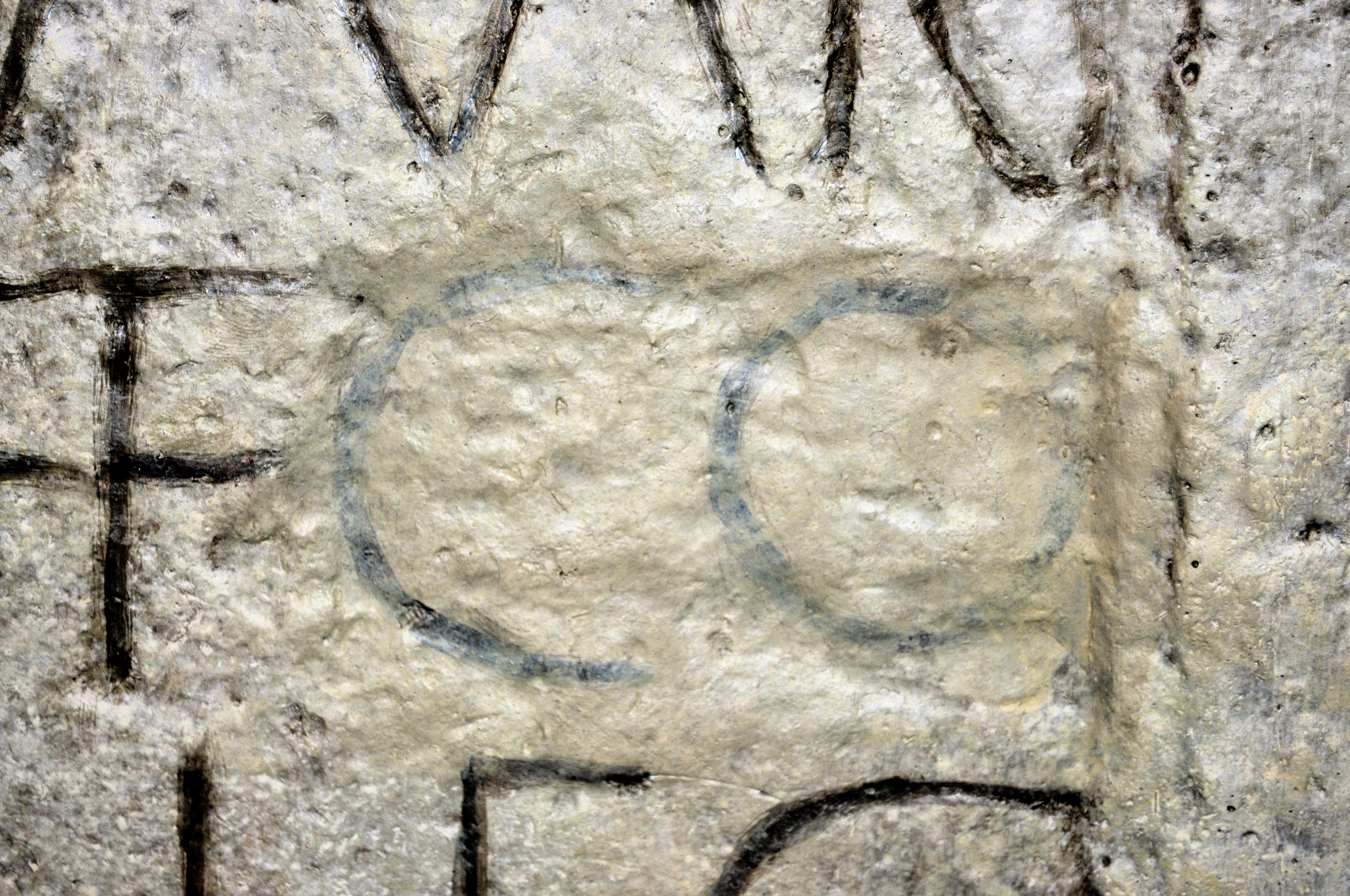
Damnatio memoriae de l'empereur Commode, inscription conservée au Musée romain d'Osterburken. L'abréviation « CO » a été restaurée par la suite avec de la peinture.

Ont été frappés de la damnatio memoriae les personnages suivants :
- Marc Antoine[4],[5] ;
- Caius Cornelius Gallus, le premier préfet d'Égypte[6] ;
- Livilla[7] ;
- Séjan,  le préfet de la garde prétorienne de Tibère
- Messaline ;
- Néron
- Domitien[8],[9],[10] ;
- Commode (mais il a été partiellement réhabilité par Septime Sévère) ;
- Pescennius Niger, usurpateur romain ;
- Didius Julianus
- Clodius Albinus, usurpateur romain ;
- Geta ;
- Macrin ;
- Diaduménien ;
- Héliogabale ;
- Sévère Alexandre (seulement sous le règne de Maximin Ier le Thrace) ;
- Maximin le Thrace ;
- Gaius Julius Verus Maximus, césar et fils de Maximin Ier le Thrace ;
- Philippe l'Arabe ;
- Philippe II ;
- Probus ;
- Carin ;
- Sévère (mais il a été partiellement réhabilité par Galère) ;
- Maximien Hercule (mais il a été partiellement réhabilité par Constantin Ier) ;
- Maxence ;
- Maximin II Daïa ;
- Licinius ;
- Constantin II (seulement sous le règne de son frère Constant) ;
- Magnence, usurpateur romain ;
- Magnus Decentius, usurpateur romain.
- Magnus Maximus
- Flavius Victor

Une damnatio memoriae peut être révoquée par la suite. Ainsi, le consul Virius Nicomachus Flavianus est frappé d'une telle mesure en 394 pour avoir soutenu l'usurpateur Eugène ; en 431, son fils Flavius Nicomachus obtient un prescrit impérial révoquant la damnatio. Caligula n'a pas subi la damnatio memoriae, Claude s'y étant opposé.

### Un exemple: ladamnatio memoriaede l'empereur Geta
La damnatio memoriae de Geta après son assassinat par son frère Caracalla, telle qu'on peut la mesurer par le témoignage de Dion Cassius et les découvertes des archéologues, des épigraphistes et des papyrologues, a été l'une des plus systématiques de toute l'histoire romaine. Non seulement Caracalla fit détruire dans tout l'empire les représentations figurées et le nom de son frère sur les monuments publics, comme il était habituel, mais il fit fondre les monnaies à son effigie et rechercher dans les archives les documents, même anciens, portant son nom pour le faire disparaître (effacement, rature, etc.). Même les documents privés étaient concernés et les biens de ceux dont le testament mentionnait le nom de Geta étaient confisqués. Les poètes évitèrent de donner le nom de Geta aux personnages de leurs comédies, comme c'était courant depuis Les Adelphes et Le Phormion de Térence. Le cognomen Geta de Lucius Lusius Geta, préfet d'Égypte en 54, fut même martelé sur une inscription.

## Extension
Le terme a été forgé à l'époque moderne sur la base de memoria damnata, qui désigne la condamnation post mortem pour haute trahison.
Par extension moderne à des contextes non romains, on utilise l'expression pour désigner des mesures comparables. La damnatio memoriae peut donc aussi qualifier l'amnésie collective mémorielle concernant des crimes soit éloignés dans le passé (Antiquité, Moyen Âge), soit niés, minimisés ou relativisés par des pouvoirs politiques et/ou par des négationnistes actuels (génocide arménien et génocide grec pontique en Turquie, terreur rouge, Holodomor, déportations au Goulag en Russie et au Laogai en Chine, boat-people, crimes colonialistes en Europe occidentale...), ou encore la suppression des documents officiels des opposants à Staline après leur élimination. Cela a aussi été le cas de la Shoah jusque dans les années 1960.

### Ladamnatio memoriaeen Égypte antique

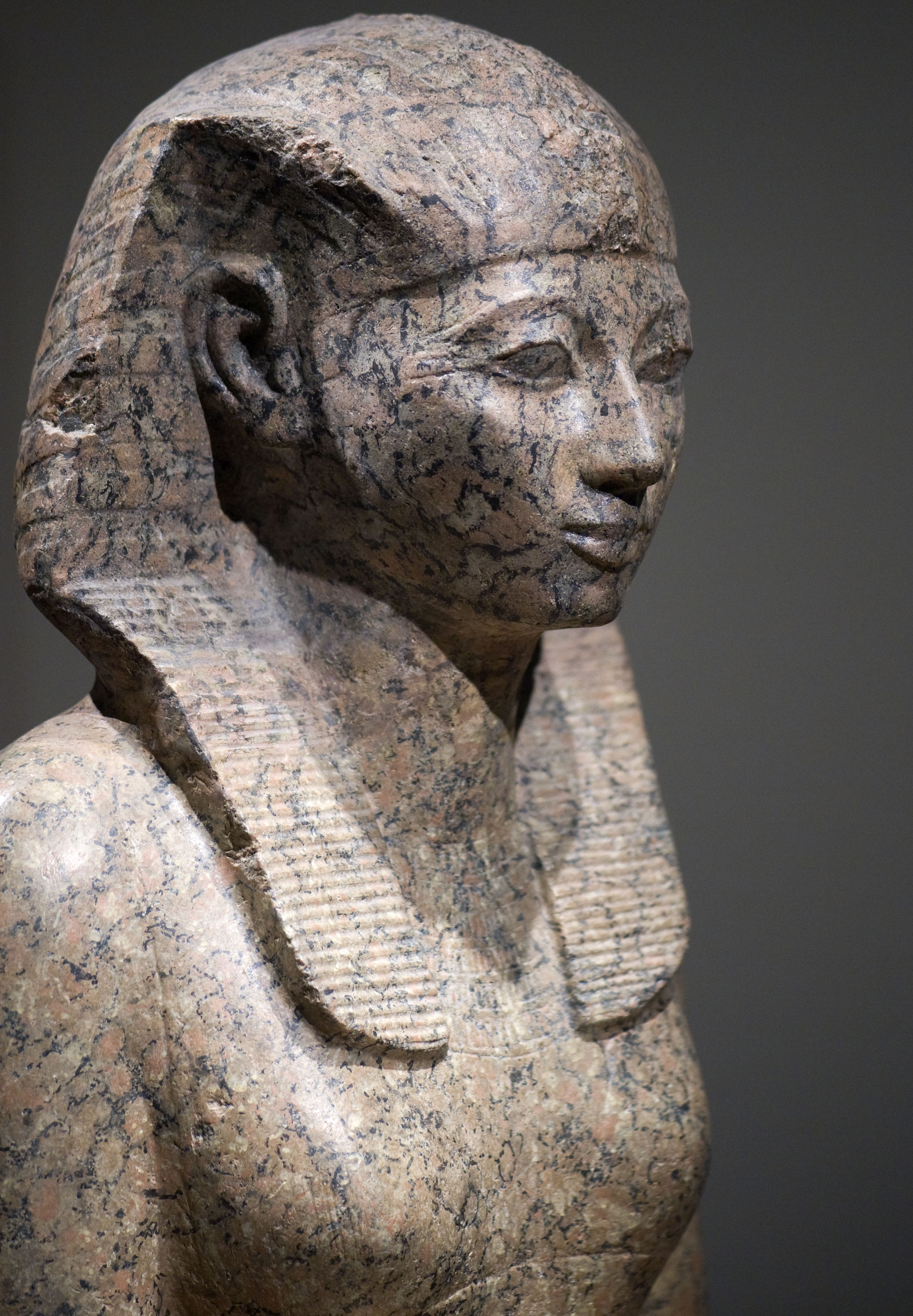
Statue de la reine Hatchepsout (Rijksmuseum van Oudheden, Leyde).

Dans la civilisation égyptienne, la représentation, qu'elle soit simple image ou écriture hiéroglyphique figurative, a le pouvoir magique de faire exister ce qu'elle représente. C'est pourquoi le pouvoir politique, principalement pharaonique, s'est permis d'effacer (notamment par les regravures de scènes et de leurs légendes), démolir ou détruire des représentations, en raison de querelles politiques ou religieuses, afin d'interdire à une personne ou une force mystique la possibilité d'avoir existé ou d'être néfaste. Cependant, lorsqu'un successeur remplace le nom de son prédécesseur par le sien, cela ne relève pas de la damnatio memoriae mais de la volonté de s'approprier les signes du pouvoir.
Plusieurs exemples existent :
- celui de la pharaonne Hatchepsout : effacé par damnatio memoriae, son nom disparut des monuments pour être remplacé par ceux de son père Thoutmôsis Ier, de son demi-frère Thoutmôsis II ou de son successeur et beau-fils Thoutmôsis III à l’origine de la censure politique et artistique de son existence. Thoutmôsis III prive alors sa tante d'une de ses principales sources de légitimité[18], nie qu'elle est l'héritière directe de son père et rétablit l'ordre de succession des trois Thoutmôsis[19] ;
- effacement de l'histoire officielle de tous les règnes entre le pharaon Amenhotep III et Horemheb, cette phase devenant particulièrement active sous Ramsès II[20] qui fait notamment effacer les cartouches du pharaon hérétique Akhenaton[21].

### Autres exemples historiques
- Le concile cadavérique.

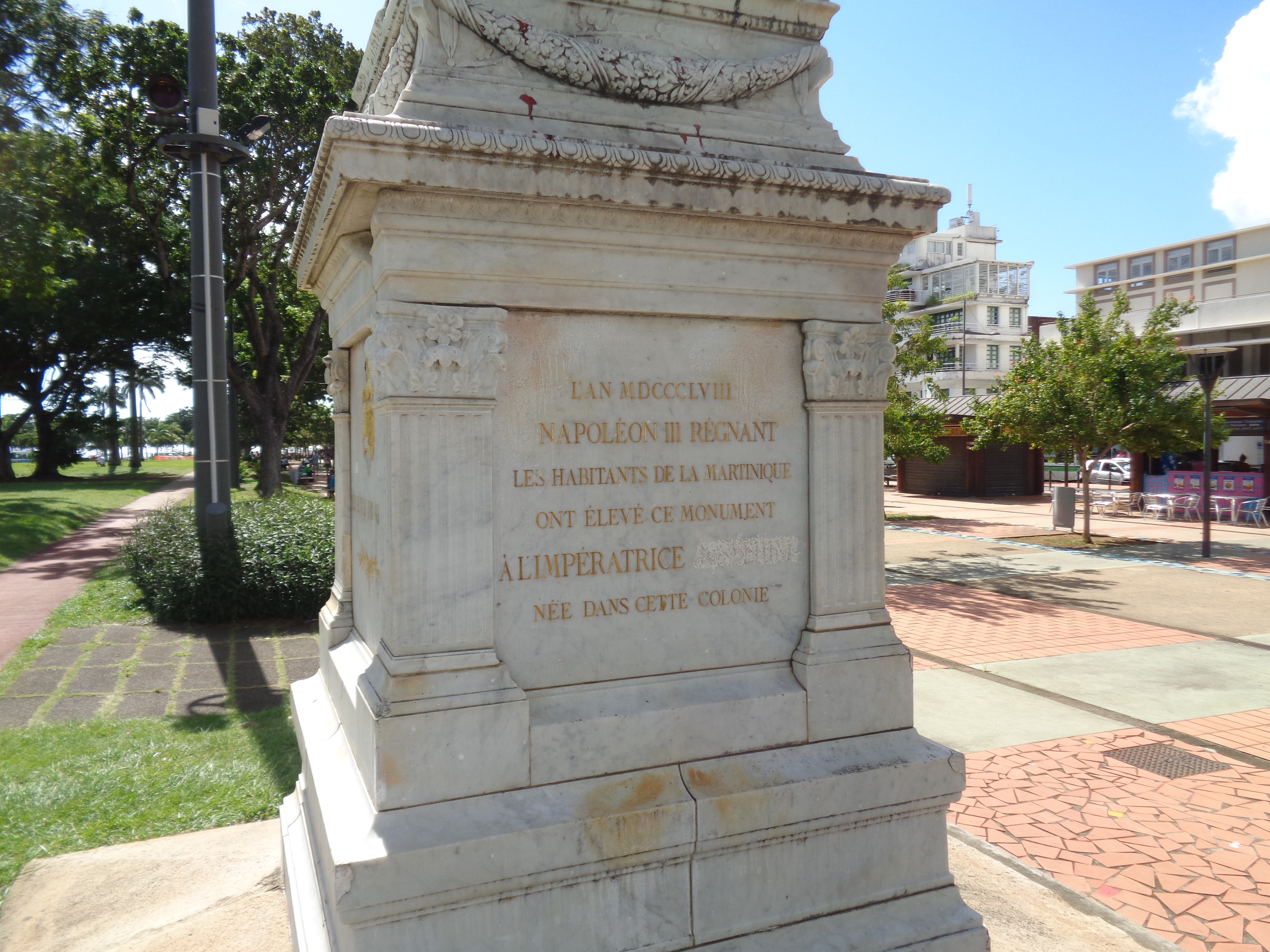
Nom de l'impératrice Joséphine de Beauharnais effacé sur le socle de sa statue décapitée en 1991, à Fort-de-France (Martinique).

- L'interdiction à Éphèse de citer le nom d'Érostrate, incendiaire du temple d'Artémis[22],[23].
- Le recouvrement du portrait du doge de Venise Marino Faliero, après son coup d'État manqué ;
- Après l'échec de la conjuration des Pazzi à Florence, les membres survivants de la famille Pazzi ont été l'objet de cette sentence.
- Le tourain Pierre-Nicolas Chenaux (1740-1781) a été condamné à cette peine[24].
- La condamnation de Jan Hus, duquel on a dit « de Jan Hus, il ne doit rien rester »[25].
- La décapitation de la statue de l'impératrice Joséphine en 1991, place de la Savane à Fort-de-France (Martinique) et l'effacement de son nom sur le socle.

#### Articles desCahiers du Centre Gustave Glotz
- Stéphane Benoist, « Martelage et damnatio memoriae : une introduction », Cahiers du Centre Gustave Glotz, vol. 14,‎ 2003, p. 231-240 (lire en ligne).
- Maria Bats, « Mort violente et damnatio memoriae sous les Sévères dans les sources littéraires », Cahiers du Centre Gustave Glotz, vol. 14,‎ 2003, p. 281-298 (lire en ligne).
- Roland Delmaire, « La damnatio memoriae au Bas-Empire à travers les textes, la législation et les inscriptions », Cahiers du Centre Gustave Glotz, vol. 14,‎ 2003, p. 299-310 (lire en ligne).
- Stéphane Benoist, « Titulatures impériales et damnatio memoriae : l’enseignement des inscriptions martelées », Cahiers du Centre Gustave Glotz, vol. 15,‎ 2004, p. 175-189 (lire en ligne).
- Sabine Lefebvre, « Les cités face à la damnatio memoriae : les martelages dans l’espace urbain », Cahiers du Centre Gustave Glotz, vol. 15,‎ 2004, p. 191-217 (lire en ligne).
- Antony Hostein, « Monnaie et damnatio memoriae (Ier-IVe siècle ap. J.-C.) : problèmes méthodologiques », Cahiers du Centre Gustave Glotz, vol. 15,‎ 2004, p. 219-236 (lire en ligne).
- Valérie Huet, « Images et damnatio memoriae », Cahiers du Centre Gustave Glotz, vol. 15,‎ 2004, p. 237-253 (lire en ligne).
- Stéphane Benoist, « L’usage de la memoria des Sévères à Constantin : notes d’épigraphie et d’histoire », Cahiers du Centre Gustave Glotz, vol. 19,‎ 2008, p. 129-143 (lire en ligne).
- Céline de Jonquières et Virginie Hollard, « La damnatio memoriae dans les oeuvres historiques de Suétone et de Tacite », Cahiers du Centre Gustave Glotz, vol. 19,‎ 2008, p. 145-163 (lire en ligne).

#### Ouvrages
- Stéphane Benoist, Mémoire et histoire : les procédures de condamnation dans l'antiquité romaine, Centre régional universitaire lorrain d'histoire, 2007, 356 p.
- [Varner 2004] (en) Eric R. Varner, Mutilation and transformation : damnatio memoriae and Roman imperial portraiture, Leyde et Boston, Brill, coll. « Monumenta Graeca et Romana » (no 10), juin 2004, 1re éd., 1 vol., VIII-340-[120], 29 cm (ISBN 90-04-13577-4 et 978-90-0413577-2, OCLC 470043080, BNF 39219264, SUDOC 080882994, présentation en ligne, lire en ligne).